# أنيبلكس
شركة أنيبلكس المحدودة (株式会社アニプレックス كابوشيكي-غايشا أنيبوريكُّسو) هي شركة إنتاج أنمي وموسيقى يابانية تمتلكها سوني للترفيه الموسيقي اليابانية وتأسست في سبتمبر 1995. شاركت أنيبلكس في تخطيط العديد من الأنميات وإنتاجها وتوزيعها مثل الخيميائي الفولاذي و‌فيت و‌سورد آرت أونلاين و‌نبضات الملاك! و‌روروني كنشين و‌شارلوت وأخرى. بالإضافة إلى ذلك، فإن أنيبلكس تقوم بإنتاج الموسيقى والموسيقى التصويرية وتوزيعهما، والتي تتضمن الموسيقى التصويرية لجميع أعمال وألعاب سوني إنتراكتيف إنترتينمنت.

## ألعاب الفيديو المنشورة
- فيت/غراند أوردر (طورها ديلايتوركس)
- ماغيا ريكورد (طورها إف4ساموراي)
- كيرارا فانتزيا (طورها دريكوم)

## إنتاجات الأنمي
أنيبلكس قد اشتركت في إنتاج مسلسلات الأنمي التالية.
- 009-1[2]
- إيه-تشانل[3]
- المحاكمة المتحولة[4]
- قلب الملاك[5]
- بعد المطر[6]
- ألدنوا.زيرو[7]
- بلاد الطير[8]
- نبضات الملاك![9]
- نحن ما زلنا لا نعرف اسم الزهرة التي رأيناها ذلك اليوم[10]
- أراتا-نارو سيكاي[11]
- باكانو![12]
- بنانا فيش[13]
- الإنهاء الكبير![14]
- فك تشفير بيردي القوي[15]
  - فك تشفير بيردي القوي: 02[16]
- الخادم الأسود[17]
- رامي الصخرة السوداء[18]
- انفجار العاصفة[19]
- بليتش[20]
- بليند إس[21]
- بلود
  - بلود: مصاص الدماء الأخير[22]
  - بلود+[23]
  - بلود سي[24]
- صاحب التعاويذ الأزرق[25]
  - صاحب التعاويذ الأزرق: ملحمة كيوتو[26]
- الخلايا تعمل![27]
- شارلوت[28]
- قناص المدينة[29]
- دي جرايمان[30]
  - دي جرايمان هولو[31]
- أسود من السواد[32]
  - أسود من السواد: جوزاء النيزك[33]
- حبيبي في فرانكس[34]
- قاتل الشياطين[35]
- ديفل مان: الطفل الباكي[36]
- أيام الكلب[37]
- دوغتاتو[38]
- دوكيري دكتور[39]
- دورارارا!![40]
- هل تحب أمك وهجمتيها متعددتي الأهداف؟[41]
- البلدة في غيابي[42]
- إرومانغا سينسي[43]
- إيوريكا سفن[44]
- الخنزير المقبول ثم الجزئي[45]
- فيت
  - فيت/أبوكريفا[46]
  - فيت/ستاي نايت: أنليميتد بليد وركس[47]
  - فيت/زيرو[48]
  - فيت/إكسترا لاست إنكور[49]
  - فيت غراند أوردر[50]
- علم[51]
- الخيميائي المعدني[52]
  - الخيميائي المعدني: فول ميتال ألكيمست[53]
- أكاديمية أليس[54]
- غاليلي دونا[55]
- معرض الفن المزيف[56]
- قاتل الأشباح أياشي[57]
- حكايات أشباح المدرسة[58]
- غينتاما[59]
  - غينتاما'[60]
  - غينتاما.[61]
- مشكال مزلجة الجليد[62]
- جاذبية[63]
- المدرس العظيم أونيزوكا[64]
- التاج المذنب[65]
- ملحمة غين[66]
- غورين لاغان[67]
- فتاة الجحيم[68]
  - فتاة الجحيم: مرآتان[69]
  - فتاة الجحيم: ثلاثة أوعية[70]
  - فتاة الجحيم: الشفق الرابع[71]
- دفتر رسوم هيداماري[72]
- العسل والبرسيم[73]
- في غابة اليراعات المضيئة[74]
- أريد أن آكل بنكرياسك[75]
- إل[76]
- إيداتين جمب[77]
- آيدول ماستر[78]
- إينو × بوكو إس إس[79]
- إينوياشا فاينال أكت[80]
- إينوياشيكي[81]
- جينغ: ملك قطاع الطرق[82]
- كابانيري الحصن الحديدي[83]
- سأحميك من الظلال![84]
- السيدة كاغويا: الحب هو حرب[85]
- حدود الفراغ[86]
- كاميتشو![87]
- عذراء الضريح[88]
- حكاية السيف[89]
- كيبا[90]
- أندرويد كيكايدر[91]
- كيل لا كيل[92]
- أنت وأنا[93]
- كيوروتشان[94]
- الأوتار الذهبية[95]
  - الأوتار الذهبية - الممر الثاني[96]
- لوحة كوسيت الصغيرة[97]
- المستوى إي[98]
- معمل الحب[99]
- الحب المعقد[100]
- ماغي: متاهة السحر[101]
  - ماغي: مغامرة السندباد[102]
- ماجك كايتو 1412[103]
- الفتاة السحرية الغنائية نانوها الفيلم الأول[104]
  - الفتاة السحرية الغنائية نانوها الفيلم الثاني[105]
- أسد آذار[106]
- سراب الحريق: متمردو حافة النهر[107]
- النضال الثلاثي[108]
- مونوغاتاري
  - باكيمونوغاتاري (2009 – 2010)[109]
  - نيسيمونوغاتاري (2012)[110]
  - نيكومونوغاتاري (2012)[111]
  - مونوغاتاري: الموسم الثاني (2013 – 2014)[112]
  - تسوكيمونوغاتاري (2014)[113]
  - أواريمونوغاتاري (2015، 2017)[114]
  - كيزومونوغاتاري (2016 – 2017)[115]
  - كويوميمونوغاتاري (2016)[116]
  - زوكواريمونوغاتاري (2018)[117]
- موشيشي[118]
- ناروتو[119]
  - بوروتو: الأجيال القادمة من ناروتو[120]
- ناتسومي وكتاب الأصدقاء[121]
- الإخوة نيريما دايكون[122]
- الغارة الليلية 1931[123]
- حب مزيف[124]
- رقم 6[125]
- الأكاديمية الغامضة[126]
- الغامضون التسعة[127]
- أختي الصغرى لا يمكن أن تكون بهذه اللطافة[128]
- قبلة الفردوس[129]
- بارابا مغني الراب[130]
- ذكريات لدنة[131]
- بيرسونا
  - بيرسونا: روح الثالوث[132]
  - أفلام بيرسونا[133]
  - بيرسونا 4[134]
  - بيرسونا 5[135]
- بينغ بونغ[136]
- بيوي-تشان! مسلسل أنمي ثلاثي الأبعاد
- بوبولوكروا[137]
- الفتيات الخارقات زد[138]
- نيفرلاند الموعودة[139]
- الفتاة الساحرة مادوكا ماجيكا[140]
- خط اللكمة[141]
- النذل لا يحلم بالسيدة فتاة الأرنب[142]
- اقرأ أو مت[143]
  - اقرأ أو مت المسلسل[144]
- حرب غرانكريست[145]
- استنساخ[146]
- ملاحظات الروبوتات[147]
- العجوز زد[148]
- روروني كنشين[149]
- سيشون بوتا يارو[150]
- الذعرة[151]
- الخطايا السبع المميتة[152]
  - الخطايا السبع المميتة: بوادر الحرب المقدسة[153]
  - الخطايا السبع المميتة: إحياء الوصايا[154]
- شيكي[155]
- الملعقة الفضية[156]
- آكل الروح[157]
- صوت السماء[158]
- إخوة الفضاء[159]
- دوامة: روابط المنطق[160]
- سائق النجم[161]
- الغواصة 707[162]
- سورد آرت أونلاين[163]
- تيكونكينكريت[164]
- تيليتون أدفانس
- إرهاب في الصدى[165]
- دم الكلب الملام[166]
- نحو تيرا[167]
- حفلة الصيد[168]
- معلم الموجة الكهرومغناطيسية[169]
- فاليكريا ساحة المعركة[170]
- آلة الثورة فالفريف[171]
- فارس مصاص الدماء[172]
  - فارس مصاص الدماء المُذنِب[173]
- الابن المتجول[174]
- نحن لا نتعلم أبدا[175]
- مرحبا في عرض الفضاء[176]
- عجب بيفيل-كن[177]
- أعمل!![178]
- الحب قاسي لأوتاكو[179]
- خبز طازج!! اليابان[180]
- كذبتك في أبريل[181]
- يونا والينابيع الحارة المسكونة[182]
- زامد: الذكريات المفقودة[183]

## روابط خارجية
- أنيبلكس على موقع ANN company (الإنجليزية)